# Henri Büsser
Henri-Paul Büsser ou Busser, né à Toulouse le 16 janvier 1872 et mort à Paris 16e le 30 décembre 1973, est un organiste, compositeur et chef d'orchestre français.

## Biographie
Henri naît d'un père chanteur lyrique, professeur de piano, organiste et compositeur, Fritz Büsser (1846–1879), né à Schmerikon en Suisse et de Cécile Caroline Marie Joséphine Dardignac (1852-1934), originaire d'une famille toulousaine et ariégeoise. Organiste de formation, Henri Busser est au conservatoire de Toulouse, l'élève de l'organiste Aloys Kunc à la maîtrise (1879–1884). Après un bref passage à École Niedermeyer où il étudie avec Alexandre Georges et Clément Loret. Il est reçu ensuite au Conservatoire de musique et de déclamation à Paris en 1889 et poursuit avec César Franck, Charles-Marie Widor pour l'orgue ; en composition avec Ernest Guiraud et surtout Charles Gounod, dont il est le seul élève. Faisant fonction de secrétaire musical de Gounod, il consacrera plus tard un livre de souvenirs à son maître. Un des autres amis proches de Busser est Jules Massenet.
Grâce à l'appui de Gounod et lui succédant, il est titulaire du grand orgue de l'église Sainte-Marie des Batignolles de Paris, puis de celui de Saint-Cloud à partir de 1892. Pendant deux ans, entre 1916 et 1918, il remplace régulièrement Louis Vierne au grand orgue de la cathédrale Notre-Dame de Paris.

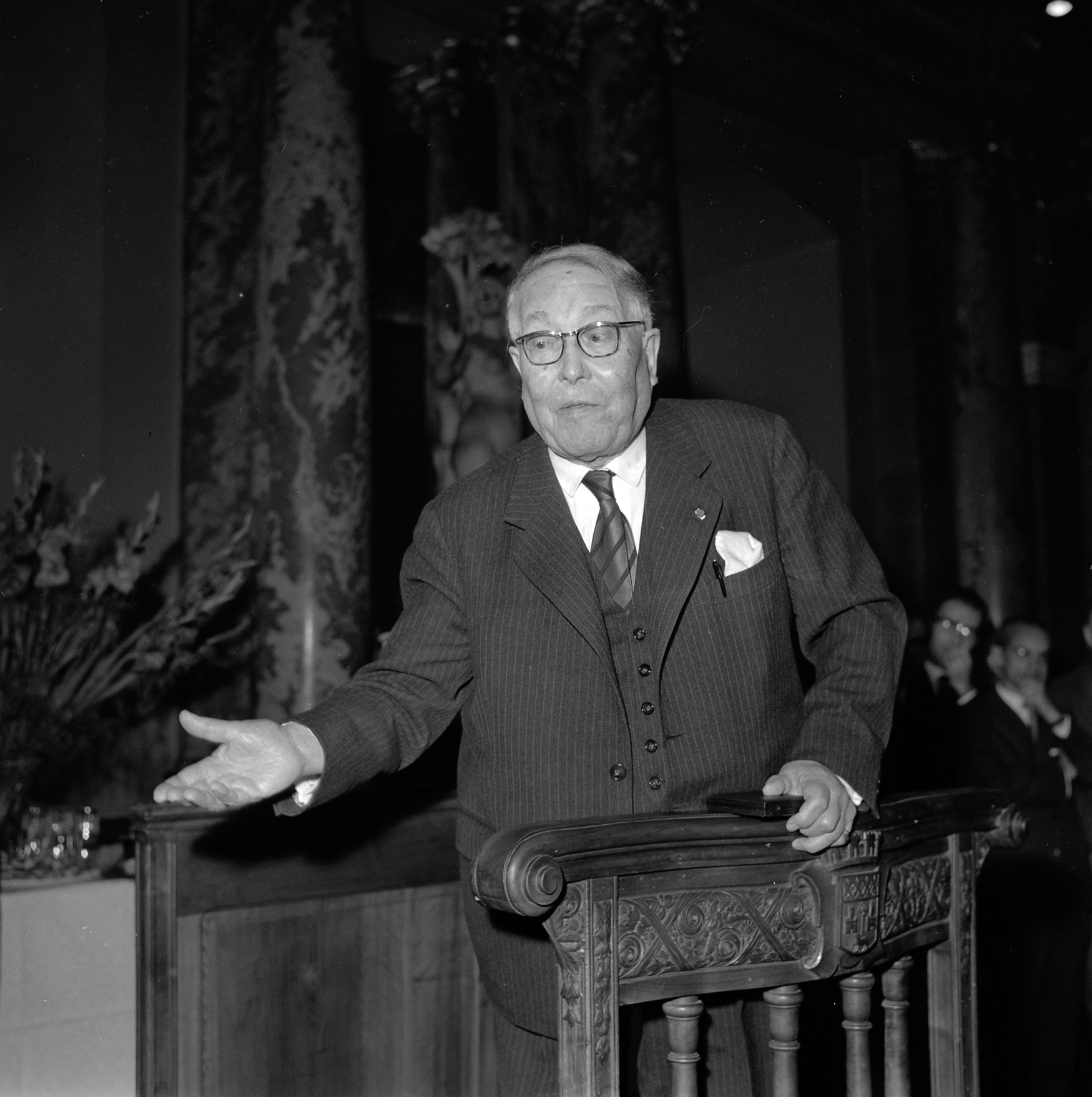
Henri Büsser réalisant un discours au Capitole de Toulouse, 6 novembre 1962. Photographie d'André Cros, Archives de Toulouse.

En 1893, il remporte le Prix de Rome. Dès son retour d'Italie, il entame une carrière de chef d'orchestre. D'abord au Théâtre du Château-d'Eau, à l'Opéra-Comique et à l'Opéra Garnier (1905–1939). Dès la quatrième représentation, à la suite d'André Messager, et à la demande de son ami Claude Debussy, il dirige le Pelléas et Mélisande et toutes les autres représentations.
Il est nommé professeur de composition au Conservatoire de Paris en juin 1931, en remplacement de Paul Vidal, décédé. Parmi ses élèves figurent Henri Dutilleux, Jeanine Rueff, Odette Gartenlaub et Tomojirô Ikenouchi.
Élu en 1938, membre de l'Institut, au fauteuil de Gounod et Gabriel Pierné, il y siège jusqu'à un âge très avancé.
On lui doit aussi l'édition critique de l'opéra Mireille de Gounod publié en 1939. La partition originale ayant été égarée, l'édition Büsser est depuis ce jour, la seule conforme aux intentions du compositeur.
En 1954, il préside le jury de la première édition du Concours international de chant de Toulouse.
En 1958, alors âgé de 85 ou 86 ans, il épouse Yvonne Gall (1885-1972), cantatrice et professeur au Conservatoire de Paris.

## Distinctions
- Prix de Rome en composition musicale, en 1893
- Chevalier de la Légion d'honneur, le 19 février 1919
- Officier de la Légion d'honneur,  le 30 décembre 1933
- Commandeur de la Légion d'honneur, le 30 mars 1949
- Grand officier de la Légion d'honneur, le 4 août 1963[6]
- Commandeur des Palmes académiques
- Commandeur des Arts et des Lettres
- Commandeur de l'ordre de Léopold

## Œuvres
Henri Busser est l'auteur de plusieurs opéras, un ballet, six messes (dont Messe de Noël, Messe de Saint-Étienne et Messe de Domrémy), des poèmes symphoniques, et de nombreuses pièces pour clavier, tant pour orgue que pour piano.
- Minerve, ouverture de concert op. 7
- Suite funambulesque, pour petit orchestre, op. 26
- Prélude et Scherzo pour flûte et piano, op. 35
- Pastorale pour clarinette, op. 46
- En Languedoc, variations pour trompette et orchestre à cordes, op. 53
- Ballade pour harpe, op. 65
- Divertissement pour quatuor à cordes, op. 119
- Deus Abraham, oratorio
- Daphnis et Chloé, pastorale, 1895
- Le Miracle de perles, 1898
- Colomba, 1921
- Les Noces corinthiennes, 1922
- La Pie borgne, 1927
- Rhapsodie Arménienne, 1930
- Le Carrosse du Saint-Sacrement, Comédie lyrique en un acte (1948). Livret de Busser d'après Prosper Mérimée. Création à Paris, salle Favart, le 2 juin 1948
- Roxelane, 1948
- Diafoirus 60, 1963. Inspiré du Malade imaginaire de Molière
- La Vénus d'Ille, 1964
- Notre Père, prière pour une voix, dédié « à mon petit Fritz » ; version soprano (originale) en ré majeur [7]

### Orchestrations
- Debussy, Petite suite pour piano à quatre mains. (1907, éd. Durand) Création le 4 novembre 1907 sous la direction de Camille Chevillard.
- Debussy, Printemps (1912, éd. Durand) L'original ayant été perdu, Büsser réorchestre d'après un arrangement pour piano à quatre mains et sous la supervision de Debussy.
- Lully, Trio suivons l'Amour extrait de Cadmus et Hermione, LWV 49 (1673), opéra en cinq actes (orchestration, octobre 1926)[8] (BNF 43122943)
- Méhul, Le Chant du Départ (juillet 1929) Orchestration pour fanfare cuivres (cor, trompette, trombone, timbales) (BNF 43145809)

## Discographie
- Debussy, Petite suite - Orchestre Symphonique [de l'opéra ?], Dir. Henri Busser (1931, 78 t Columbia DF 707 et DF 708 / rééd. Andante)
- Gounod, Faust - César Vezzani, ténor (Faust) ; Marcel Journet, basse (Mephisto) ; Orchestre de l'opéra, Dir. Henri Busser (1930, 78 t RCA Victor/HMV)
- Henri Busser, Le sommeil de l'enfant Jésus (Berceuse pour la nuit de Noël) - Jane Laval[9], soprano ; orgue, violon, violoncelle et harpe (15 juin 1931, 78 t Columbia BFX 3)

## Écrits

### Pédagogie
- Henri Busser (préf. Claude Delvincourt), Précis de Composition, Paris, Durand & Cie, 1943 (2e éd. revue et augmentée), 242 p. (OCLC 8326775, BNF 42885709)
- Vingt-cinq leçons d'harmonie, Leduc[10],[11]
- Traité pratique d'instrumentation (préf. Henri Rabaud), nouvelle édition revue et augmentée du Traité pratique d'instrumentation d'Ernest Guiraud, Durand (1933)[12],[11]

### Autres ouvrages
- Henri Busser, De « Pelléas » aux « Indes galantes » : ... de la flûte au tambour (mémoires), Paris, Arthème Fayard, 1955, 282 p. (OCLC 17706389, BNF 35445327)
- Henri Busser (préf. Darius Milhaud), Charles Gounod, Lyon, Eise, coll. « Nos amis les musiciens », 1961, 104 p. (OCLC 301293560, BNF 37426340)